# شبکه تخصصی

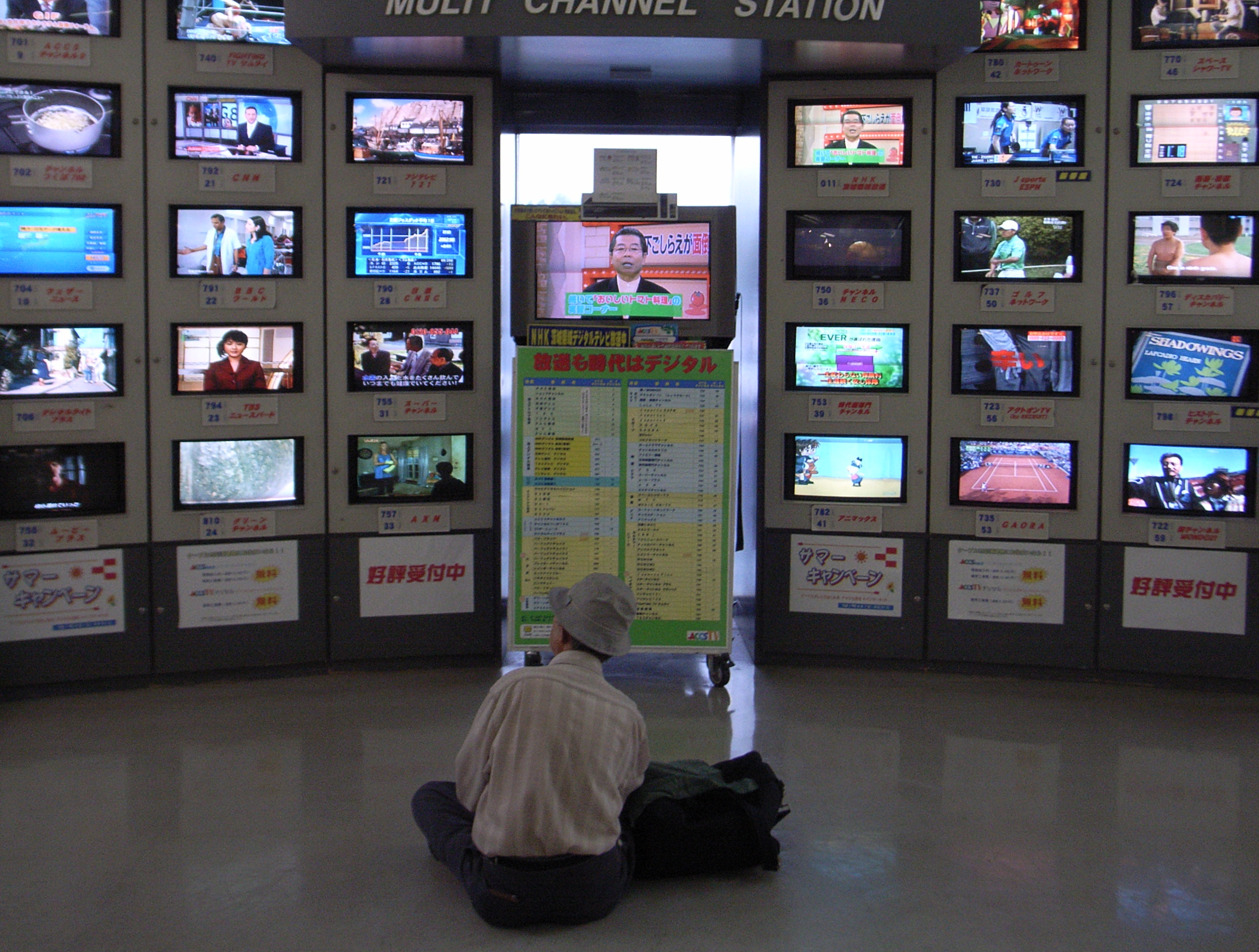
شبکه تخصصی

شبکه تخصصی به شبکه‌های تلویزیونی تجاری یا غیر تجاری گفته می‌شود که شامل برنامه‌های تلویزیونی می‌شود که بر یک ژانر خاص تمرکز نموده‌اند و بر این اساس دارای بینندگان خاصی می‌باشند.
تعداد شبکه‌های تخصصی بین سال‌های ۱۹۹۰ تا ۲۰۰۰ بسیار افزایش پیدا کرده‌است. در گذشته رسم بر این بود که هر کشوری دارای چند شبکه محدود ملی باشد که شامل تمام نوع علاقه‌مندی‌ها و مخصوص تمام گروه‌های بینندگان مختلف باشد که امروزه این روال تغییر نموده‌است. امروزه ۶۵ درصد شبکه‌ها، شبکه‌های تخصصی می‌باشند.